# Bourbonne-les-Bains
Bourbonne-les-Bains is een gemeente in het Franse departement Haute-Marne (regio Grand Est). De gemeente telde 1.969 inwoners op 1 januari 2022. De plaats maakt deel uit van het arrondissement Langres. De plaats is een kuuroord met warmwaterbronnen.

## Geschiedenis
Bourbonne is historisch een belangrijk kuuroord, waarvan de warmwaterbronnen al bekend waren in de Gallo-Romeinse tijd. De naam van de plaats zou afgeleid zijn van Borvo, de belangrijkste thermale godheid van Gallië. Door koning Lodewijk XV werd er in 1735 een hospitaal geopend om zieke of gewonde militairen te verzorgen. In 1783 werd een thermaal station geopend. Het kuuroord kreeg een nieuwe impuls door de opening van het treinstation aan het einde van de 19e eeuw. In 1979 werd een nieuw thermaal station geopend.

## Geografie
De oppervlakte van Bourbonne-les-Bains bedroeg op 1 januari 2022 64,93 vierkante kilometer; de bevolkingsdichtheid was toen 30,3 inwoners per km².
De onderstaande kaart toont de ligging van Bourbonne-les-Bains met de belangrijkste infrastructuur en aangrenzende gemeenten.

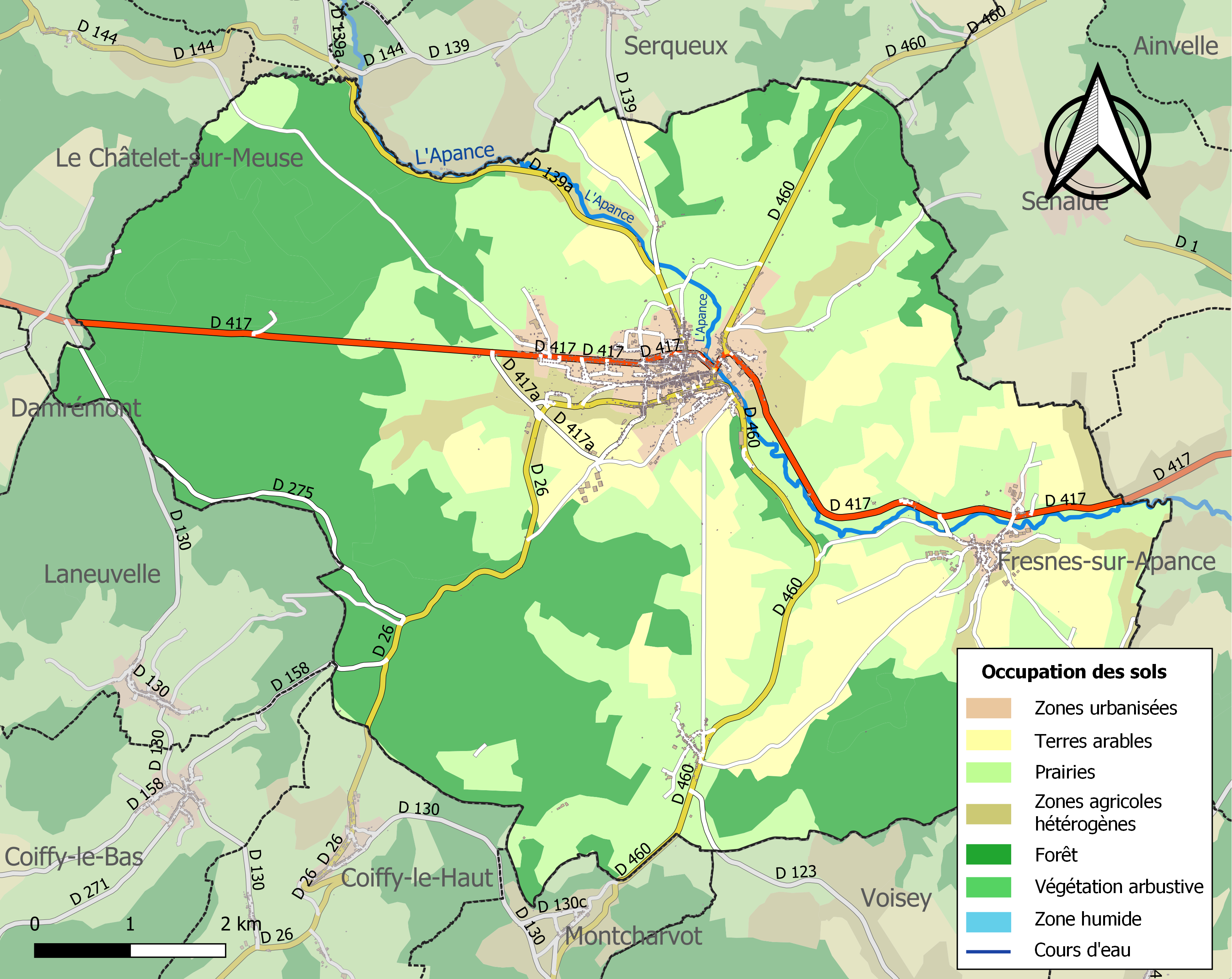

## Demografie
Onderstaande figuur toont het verloop van het inwonertal (bron: INSEE-tellingen).

## Afbeeldingen

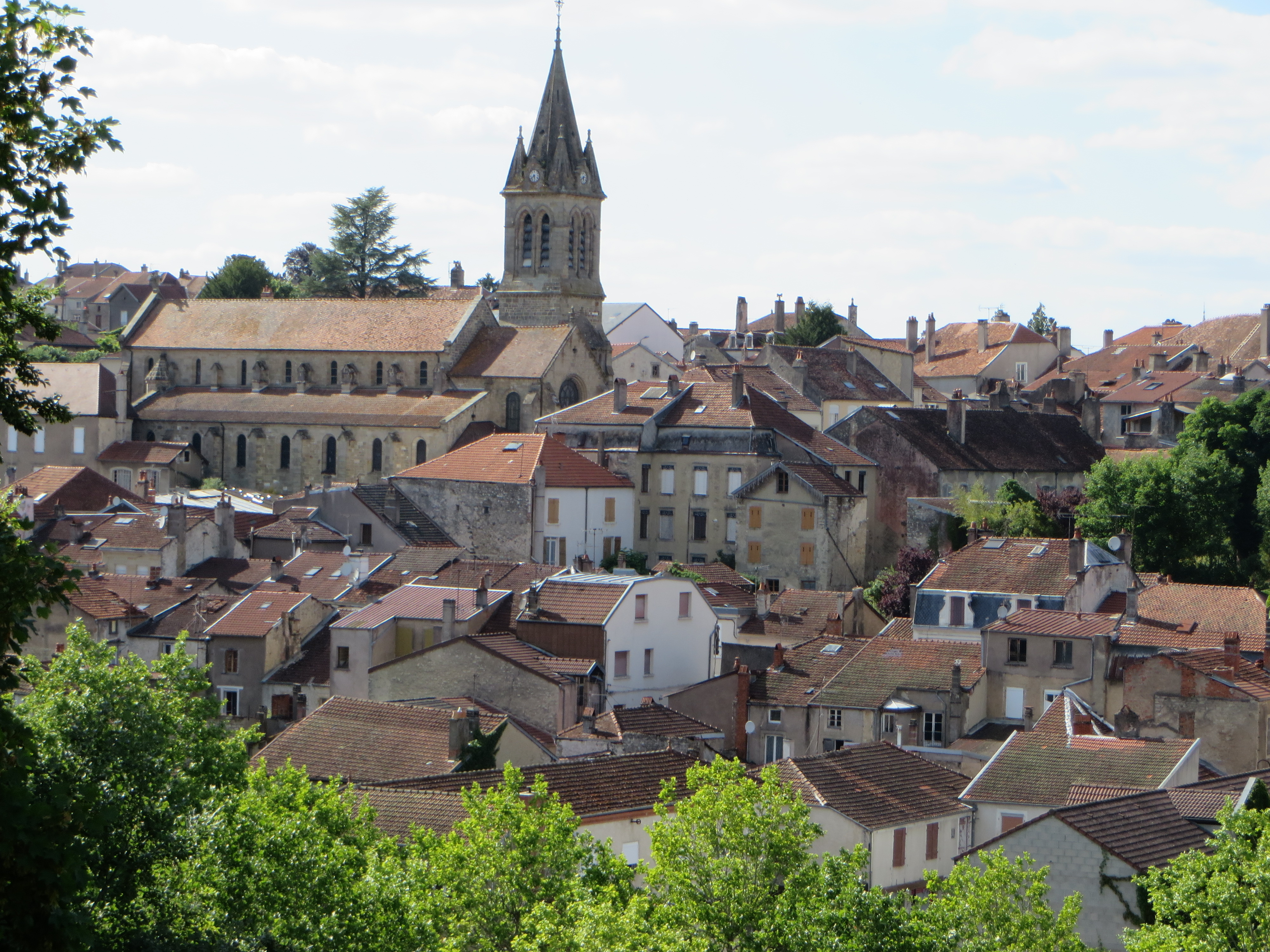
Gezicht op Bourbonne-les-Bains
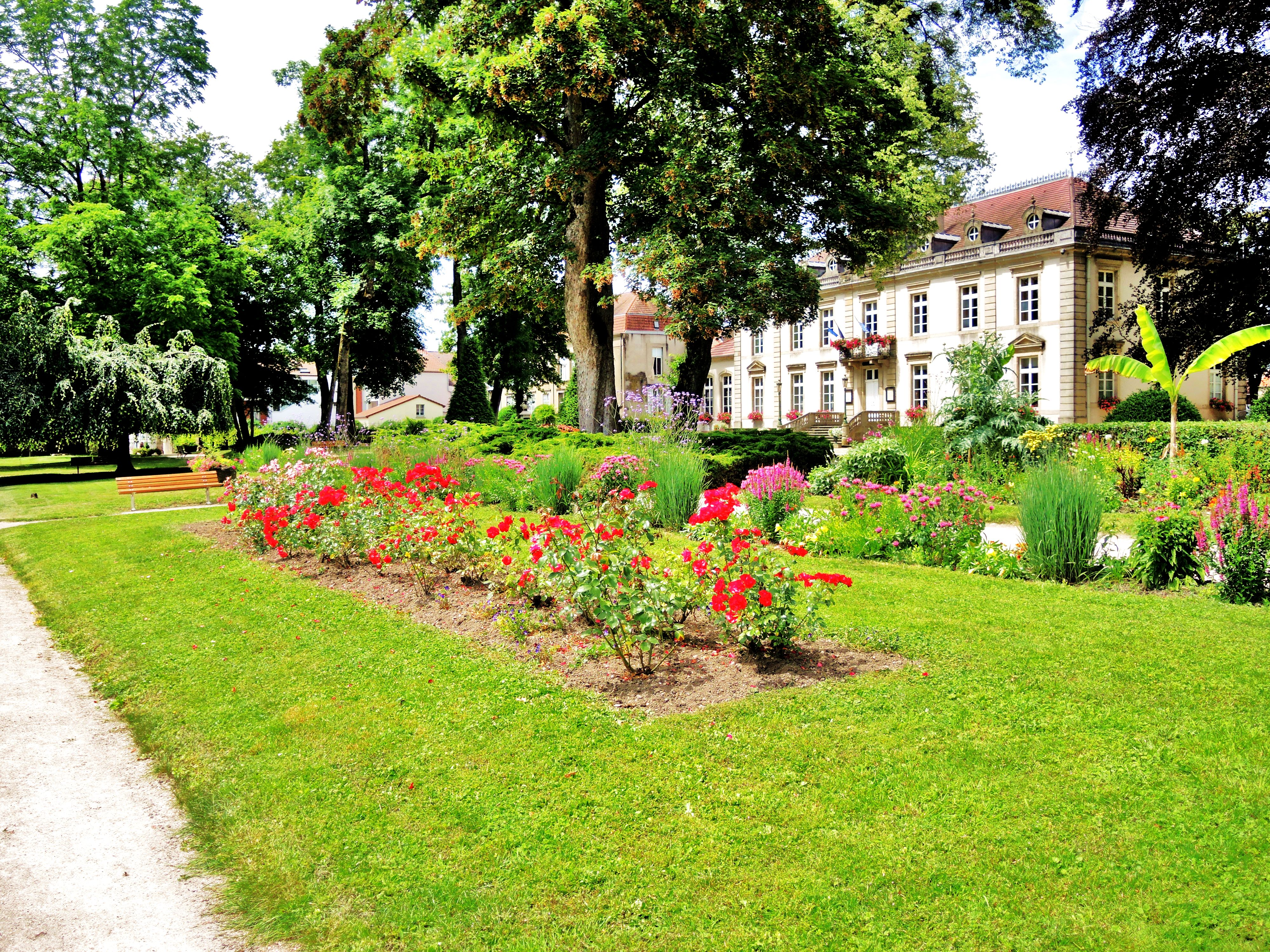
Parc du Château
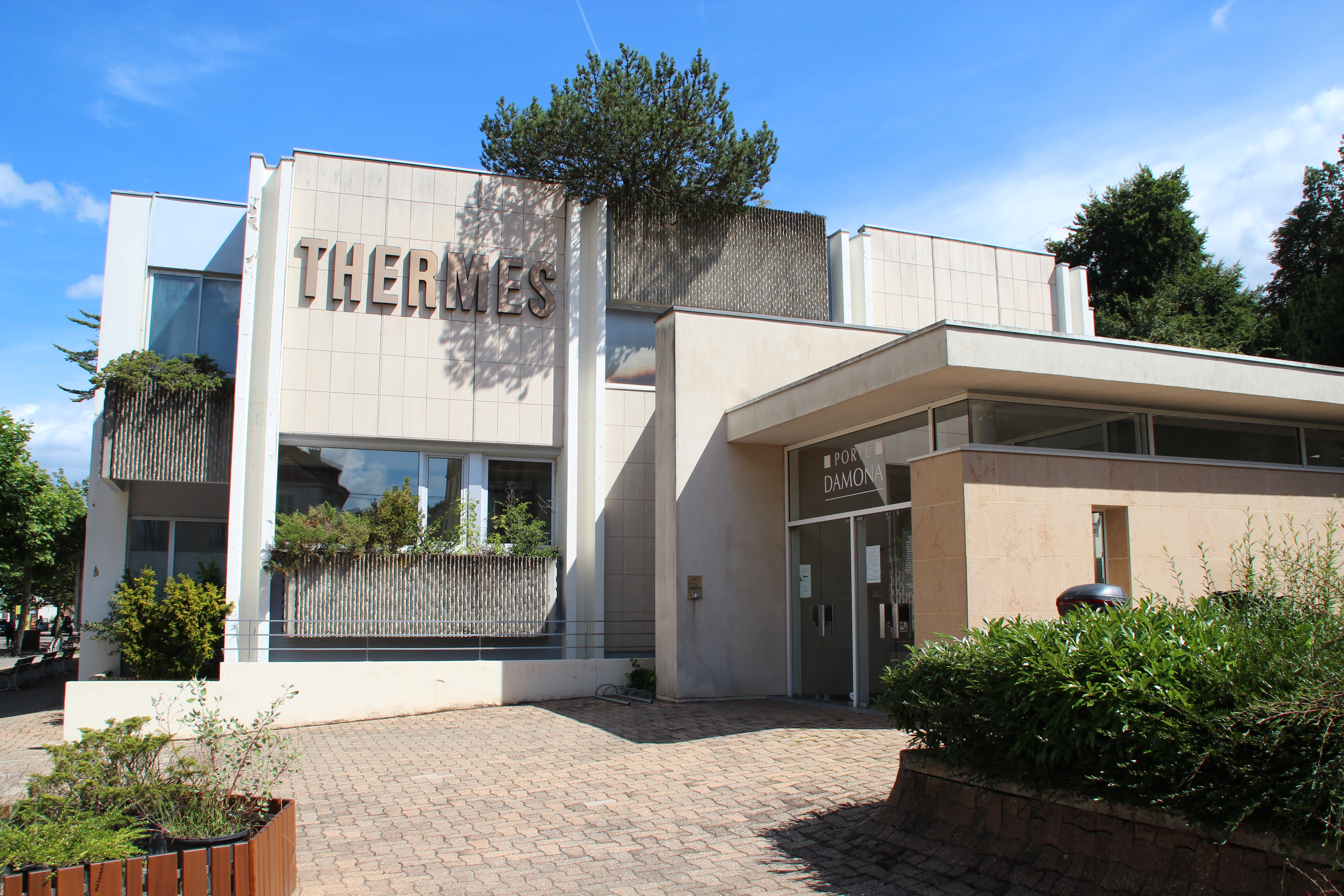
Badhuis